# Медник чорногорлий
Ме́дник чорногорлий (Caligavis subfrenata) — вид горобцеподібних птахів родини медолюбових (Meliphagidae). Ендемік Нової Гвінеї.

## Поширення і екологія
Чорногорлі медники мешкають в горах Центрального хребта, а також в горах Арфак на півострові Чендравасіх і в горах Сарувагед на півострові Гуон. Вони живуть у вологих гірських тропічних лісах та у високогірних чагарникових заростях. Зустрічаються на висоті від 1350 до 3700 м над рівнем моря.